# Xã Hudson, Quận Douglas, Minnesota
Xã Hudson (tiếng Anh: Hudson Township) là một xã thuộc quận Douglas, tiểu bang Minnesota, Hoa Kỳ. Năm 2010, dân số của xã này là 876 người.